# Peter Carl Wilhelm von Hohenthal

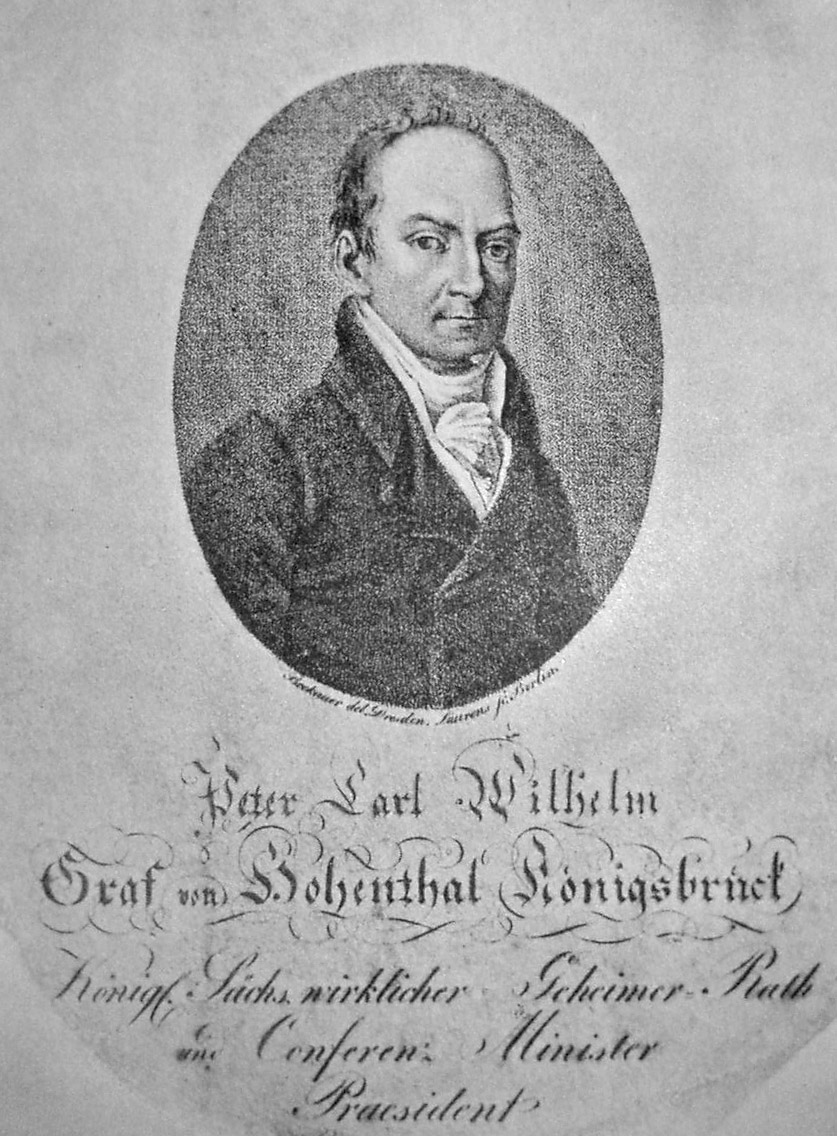
Peter Carl Wilhelm von Hohenthal

Peter Carl Wilhelm Freiherr von Hohenthal, seit 1790 Graf von Hohenthal, modernisiert auch Peter Karl Wilhelm Graf von Hohenthal, (* 20. April 1754 in Trossin; † 15. Januar 1825 in Dresden) war ein deutscher Jurist und sächsischer Minister.

## Leben

### Herkunft
Peter Carl Wilhelm entstammt dem sächsischen Adelsgeschlecht Hohenthal. Er war der Sohn von Peter Freiherr von Hohenthal (1726–1794) (und über dessen Mutter ein Urenkel von Johann Burckhardt Mencke) sowie von Christiane Dorothea Elisabeth (geb. von Häseler).  

### Werdegang
Nach einem Jurastudium, das von Hohenthal 1774 mit der Dissertation beendete, trat er 1775 in den sächsischen Staatsdienst ein. Schnell Karriere machend wurde er 1781 Geheimer Kriegs- und Bergrat und im Folgejahr Geheimer Finanzrat. Ab 1800 diente er als Präsident des Appellationsgerichtshofes und ab 1807 als Konferenzminister. 1815 war von Hohenthal Mitglied der Kommission, welche in Preßburg die abschließenden Verhandlungen zum Wiener Kongress führte, in denen die Organisation der Teilung des Königreiches Sachsen festgelegt wurde. 1820 erfolgte seine Ernennung zum Obersteuerdirektor.
Von Hohenthal erwarb 1803 die Standesherrschaft Königsbrück zusammen mit dem Rittergut Steinborn für 246.000 Taler. Hier förderte er gemeinnützige Bestrebungen und bürgte beispielsweise mit 2000 Talern für die am 23. Dezember 1818 errichtete Sparkasse in Königsbrück, die als erste Sparkassengründung in Sachsen gilt. Aber auch ansonsten unterstützte er vielerlei gemeinnützige Bestrebungen. Außerdem war er Besitzer des Rittergutes Glauschnitz, das er seinem Sohn Peter Carl überschrieb. Er war schriftstellerisch unter anderem auf juristischem und ökonomischem Gebiet tätig.
Graf Hohenthal war Freimaurer und Mitglied der Loge Minerva zu den drei Palmen in Leipzig; in der freimaurerischen Obedienz der Strikten Observanz führte er den Namen Eques a meta. Er starb 1825 und wurde am 18. Januar auf dem Dresdner Eliasfriedhof im Feld C 9-2 beigesetzt.

### Familie
Peter Carl Wilhelm heiratete im Jahr 1779 Christiane Sophie von Watzdorff (1759–1814). Ein Jahr nach Sophies Tod vermählte er sich mit Ernestine (1774–1829), der Witwe des Oberhofpredigers Reinhard (1753–1812) und Tochter des Geologen von Charpentier (1738–1805). Von Hohenthal hatte neun Kinder, alle aus seiner ersten Ehe. Jedoch überlebten ihn nur zwei Töchter und zwei Söhne: 
- Peter Carl (1784–1856) (Erbherr auf Döbernitz und Standesherr zu Königsbrück)
- Eleonore Sophie Auguste (1795–1858) (Herrin auf See und Niesky)
- Dorothea Friederike (1790–1827) (Herrin auf Teichnitz, Lubachau und Kleinseidau)
- Peter Wilhelm (* 20. März 1799; † 14. Oktober 1859), Jurist und Schriftsteller ⚭ Elise Ehrhardt (* 16. April 1804), Sängerin

## Nachlass und postume Ehrungen
Die umfangreiche Bibliothek, die auch Landkarten, Musikalien und Kupferstiche enthielt, wurde 1829 in Dresden öffentlich versteigert. 1877 hat man den 1729 in der Dresdner Friedrichstadt angelegten Marktplatz offiziell nach Hohenthal benannt. Im Juli 1946 erfolgte die Umbenennung des Platzes nach dem Kommunisten Christian Beham (1906–1945), seit Februar 1993 heißt er jedoch wieder Hohenthalplatz. Architektonisch wird der Platz heute geprägt vom noch erhaltenen Hauptgebäude des früheren Hohenthalstifts, einem Wohnheim aus den 1970er Jahren und einer Grünanlage, die nach dem historischen Vorbild von 1888 neu angelegt wurde.

## Werke
- De Ambitu Politiae Eiusque A Iustitia Discrimine. Breitkopf, Leipzig 1774 (Juristische Dissertation, Universität Leipzig).
- Liber de Politia. Hilscher, Leipzig 1776.
- Lebensbeschreibung des Chur-Sächsischen Geheimen Cabinets-Minister Freyherrn von Gutschmid. Perthes, Gotha 1803.
- Anhang zu dem Dreßdnischen Gesangbuche, vom Jahre 1797, welches in der Herrschaft Königsbrück und in anderen Gräflich Hohenthalischen Ortschaften eingeführt ist. Oldecop, Oschatz 1811.